# Boana latistriata
Boana latistriatus é uma espécie de anfíbio da família Hylidae. Endêmica do Brasil, onde pode ser encontrada no município de Itamonte (Parque Nacional de Itatiaia), no estado de Minas Gerais.